# SN 1987A
SN 1987A е свръхнова, избухнала в покрайнините на мъглявината Тарантула в Големия Магеланов облак, близка галактика джудже. Избухването е станало на около 51,4 килопарсека (около 168 000 светлинни години) от Земята, достатъчно близо, за да бъде видимо с невъоръжено око в южното полукълбо. Това е най-близката наблюдавана свръхнова след SN 1604, която се появява в самия Млечен път. Светлината от свръхновата достига Земята на 24 февруари 1987 година. Тъй като е първата свръхнова, открита през 1987 г., тя е означена „1987A“. Яркостта ѝ достига върха си през месец май с видима величина от около 3 и бавно намалява през следващите месеци. Това е първата възможност за съвременните астрономи да наблюдават свръхнова отблизо.